# 恰卡帕拉
恰卡帕拉（Chakapara），是印度西孟加拉邦Haora县的一个城镇。总人口24212（2001年）。

## 人口
该地2001年总人口24212人，其中男性12602人，女性11610人；0—6岁人口2561人，其中男1309人，女1252人；识字率74.59%，其中男性为79.21%，女性为69.57%。